# Antonio Fernández de Córdoba i Cardona
Antoni Folch de Cardona o Antonio Fernández de Còrdova i Cardona (Bellpuig, 1550 - Valladolid, 1606) fou duc de Sessa, 1590 i ambaixador de Felip II i Felip III a Roma. Va impulsar la canonització de sant Ramon de Penyafort, que va tenir lloc el 1601.
El 23 de maig del 1577 Antonio es va casar amb Juana de Córdoba i Aragón, filla dels marquesos de Comares. El 20 de febrer del 1589 es va vendre la baronia de Almonesir a un tal Dionisio, ciutadá de Reus.
El 1603 els ducs de Sessa tornaren de Roma a Catalunya i desembarcaren a la vila de Palamós. Des d'allí anaren per mar a Barcelona. Els rebé una munió de cavallers, que recordaven la naturalesa catalana dels ducs.

## Mort
Antonio II feu testament a Nàpols, l'l de novembre del 1603, amb el notari Jeroni Rabasa. La seva muller feu testament el 1638 davant el notari madrileny Andrés Calvo. Antonio morí a Valladolid, aleshores cort reial, el 1606, i el seu cos fou portat a la seva senyoria andalusa de Baena.